# 洛克威尔 (科罗拉多州)
洛克威尔（英語：Rockvale），是美国科罗拉多州弗里蒙特县下属的一座城市。建市于1886年9月30日，面积大约为1.917平方英里（4.965平方公里）。根据2010年美国人口普查，该市有人口487人。2011年估计该市有人口491人，相比2010年人口增长率为0.82%。同时，论人口该市是科罗拉多州第198大城市。